# Joe's Garage
Joe's Garage: Acts I, II & III är en satirisk rockopera från 1979 av Frank Zappa. Operan handlar om Joe (röst av Ike Willis), en musikintresserad tonåring i en amerikansk förort som genom sitt garageband bevittnar korruption i musikbranschen.
De huvudsakliga teman som finns i berättelsen är sex (t.ex. groupies), depression, kärlek till musiken och framförallt censur. Detta sista skulle Zappa senare kämpa emot i form av gruppen PMRC. Bland annat teknikfetischism, skivbolag och scientologi förlöjligas.
Mycket av handlingen förmedlas av en berättare, en viskande moralist spelad av Zappa själv, med namnet "The Central Scrutinizer" (sv. "Den centrala granskaren"). Dess uppgift är att i förväg upprätthålla lagar som inte har antagits.

## Handling

### Akt I
Granskaren erbjuder en "särskild presentation för att visa vad som kan hända dig om du väljer en karriär inom musik", apropå ett kommande totalförbud. Den introducerar operans huvudperson, Joe, som brukade vara en "fin pojke som klippte sina grannars gräs".
När Joe upptäckte rockmusik började han tillbringa all sin tid med att spela hög musik i sitt garage, vilket en dag slutar med att en granne ringer polisen. En "vänlig rådgivare" på polisstationen säger till Joe att han borde "hålla sig närmare kyrkans sociala verksamheter". Joe hittar en ny flickvän som heter Mary, vilken han brukade "hålla i handen och tänka rena tankar." Men Mary, en romersk-katolsk flicka, överger en natt Joe för att få tag i ett backstagepass, med vilket hon kan träffa ett band som hon sedan får följa med ut på turnén i utbyte mot att ha sex med roadisarna under turnéns gång. Granskaren är inte säker på om bandet verkligen är Toto eller ej.
Mary blir lämnad i Miami när de tröttnat på henne. Mary ställer då upp i en "wet t-shirt"-tävling i ett försök att få tillräckligt med pengar för att ta sig tillbaka hem. Joe hör talas om varför hon försvunnit, blir ledsen och träffar en kvinna som arbetar på "Jack in the Box" vid namn Lucille. Lucille smittar dock Joe med en "outtalbar könssjukdom", även om han själv hävdar att han blivit smittad av en toalettstol. Joe lämnar Lucille efter detta, och blir ännu mer deprimerad än innan.

### Akt II
Joe vänder sig till religionen för att få hjälp, och "betalar mycket pengar till L. Ron Hoover vid 'The First Church of Appliantology'" (en parodi på scientologi). Hoover identifierar Joe som en "latent apparatfetischist". När Joe frågar om han ska "komma ut ur garderoben" får han istället i uppdrag att gå in i "The Closet" för att uppnå "sexuell njutning genom användning av maskiner". Det visar sig att "The Closet" är namnet på en klubb där människor kan ha sex med apparater. Joe hittar en maskin som han gillar, vid namn Sy Borg, och följer med till Sys lägenhet. Joe och Sy har där en "orgie" med Sys rumskamrat, en "modifierad Gay-Bob docka".
Joe råkar förstöra Sy (som granskaren kallar för "XQJ-37 Nuclear-Powered Pansexual Roto-Plooker") med en "golden shower". Joe hamnar i fängelse då han inte kan betala för sin skadegörelse efter att ha betalat alla sina pengar till L. Ron Hoover. I fängelset blir Joe upprepade gånger våldtagen av före detta musiker och skivbolagschefer, när de inte är upptagna med att snorta rader av tvättmedel. Detta gäng leds av en chockerande före detta PR-agent för ett stort skivbolag, som kallas "Bald-headed John" eller "King of the Plookers". Joe börjar drömma om ett liv utanför fängelset.

### Akt III
När Joe släpps från fängelset har musik blivit olagligt. Han förlorar sitt omdöme och börjar föreställa sig alla gitarrnoter han inte får spela. Han börjar även föreställa sig journalister som skriver om hans gitarrspel, och en sång han själv skriver om dessa journalister. Så småningom inser han det faktum att musik är borta, och drömmer ihop en sista ballad innan han överger musiken för alltid. Det hela slutar med att Joe tar ett jobb på "Utility Muffin Research Kitchen", där han glaserar muffins, och lever ett normalt liv utan musik.

## Roller
- The Central Scrutinizer, Larry, L. Ron Hoover, Father Riley och Buddy Jones – Frank Zappa
- Joe – Ike Willis
- Mary – Dale Bozzio
- Mrs. Borg – Denny Walley
- Officer Butzis – Al Malkin
- Sy Borg – Warren Cuccurullo och Ed Mann
- Bald-Headed John – Terry Bozzio
- Utility Muffin Research Kitchen- kören – Al Malkin, Warren Cucurullo, Dale Bozzio, Geordie Hormel, Barbara Issak och de flesta anställda på Village Recorders (ca 1979).

## Produktion och bearbetningar
Albumet släpptes från början i två delar, med den första akten på en ensam LP, samt akt två och tre som en dubbel-LP. Alla tre akter släpptes sedan tillsammans i en box och senare som en dubbel-CD.
Den 26 september 2008 hade Joe's Garage premiär som scenpjäs på Open Fist Theater i Los Angeles. Pjäsen har ett scenband som spelar all musik och koreografierad dans som går igenom berättelsen låt för låt. 

## Låtlista

### Akt I
Sida ett
1. "The Central Scrutinizer" – 3:28
2. "Joe's Garage" – 6:10
3. "Catholic Girls" – 4:26
4. "Crew Slut" – 6:31

Sida två
1. "Fembot in a Wet T-Shirt" – 4:45
2. "On the Bus" – 4:19
3. "Why Does It Hurt When I Pee?" – 2:36
4. "Lucille Has Messed My Mind Up" – 5:43
5. "Scrutinizer Postlude" – 1:35

### Akt II
Sida tre
1. "A Token of My Extreme" – 5:30
2. "Stick It Out" – 4:34
3. "Sy Borg" – 8:56

Sida fyra
1. "Dong Work for Yuda" – 5:03
2. "Keep It Greasey" – 8:22
3. "Outside Now" – 5:50

### Akt III
Sida fem
1. "He Used to Cut the Grass" – 8:35
2. "Packard Goose" – 11:34

Sida sex
1. "Watermelon in Easter Hay" – 9:09
2. "A Little Green Rosetta" – 8:15